# Lautrec (film)
Lautrec è un film del 1998 diretto da Roger Planchon e basato sulla vita del pittore francese Henri de Toulouse-Lautrec.

## Riconoscimenti
- Premi César 1999
  - Miglior scenografia
  - Migliori costumi